# 伍玉龍
伍玉龍（1962年3月17日—），台灣登山家。伍玉龍於2008年成為台灣第一位無氧無協作成功登上世界第六高峰尼泊爾卓奧友峰(8201m)的登山家。於2009年5月19日，伍玉龍、江秀真與黃致豪登頂世界最高（8848公尺）的「珠穆朗瑪峰」。